# Chercos
Chercos és una localitat de la província d'Almeria, Andalusia. L'any 2005 tenia 295 habitants. La seva extensió superficial és de 14 km² i té una densitat de 21,1 hab/km². Les seves coordenades geogràfiques són 37° 15′ N, 2° 16′ O. Està situada a una altitud de 805 metres i a 79 quilòmetres de la capital de la província, Almeria.

## Demografia
| 1996 | 1998 | 1999 | 2000 | 2001 | 2002 | 2003 | 2004 | 2005 |
| ---- | ---- | ---- | ---- | ---- | ---- | ---- | ---- | ---- |
| 289  | 255  | 252  | 227  | 297  | 222  | 233  | 286  | 295  |